# Đurđica Bjedov
Djurdjica Bjedov (Split, Croacia,
Yugoslavia, 5 de abril de 1947) es una nadadora yugoslava retirada especializada en pruebas de estilo braza, donde consiguió ser campeona olímpica en 1968 en los 100 metros.

## Carrera deportiva
En los Juegos Olímpicos de México 1968 ganó la medalla de oro en los 100 metros braza, con un tiempo de 1:15.8 segundos que fue récord olímpico, y la plata en los 200 metros braza, con un tiempo de 2:46.4 segundos, tras a estadounidense Sharon Wichman.